# 山口弘倉
山口 弘倉（やまぐち ひろくら、享保18年（1733年）- 明和5年8月4日（1768年9月14日））は、常陸牛久藩の嫡子。第4代藩主・山口弘豊の四男。正室は本多忠如の娘。子は娘（山口弘務正室）。通称、兵部。
父・弘豊の娘婿で第5代牛久藩主となった山口弘長の養嗣子となり、宝暦6年（1756年）徳川家重に拝謁する。しかし、家督を相続することなく明和5年（1768年）に早世した。代わって、弟の山口弘道が嫡子となった。